# 天翔天音
天翔 天音（てんしょう あまね、2005年〈平成17年〉6月14日 - ）は、日本の女優、モデル。東京都出身。SANKIワールドワイド所属。
父は俳優の藤岡弘、。姉は女優の天翔愛。兄は俳優の藤岡真威人。妹は女優の藤岡舞衣。

## 略歴
いわゆる芸能一家に育つが、芸能活動を始めたのは高校生から。テレビ番組では家族・弟妹ともにバラエティー番組に多数出演。NHK大河ドラマ『どうする家康』に、姉・愛とともに遊び女（あそびめ）役で出演し、地上波女優デビューを果たす。
2023年11月8日に放送されたABEMAのオーディションドキュメンタリー番組「GIRLS HERO #3」に追加メンバーとして出演。同年11月15日の放送回で、ガールズグループ「NEON-X（ネオンクロス）」のメンバーとしてデビューが決定したが、2024年2月末を以てグループのプロジェクトが終了。翌3月1日にXで報告した。

## 人物
特技はバレエ、K-POPダンス、社交ダンス、デザイン、ピアノ。趣味はミュージカル観劇、ネイルデザイン、ファッションやヘアメイク、アクセサリー作り。好物はネギトロ、韓国料理。
性格は、優しく明るい。時に天然な一面もある。父を大変尊敬している。

## 受賞歴
2023年
- 第19回クラリーノ美脚大賞2023 ティーン部門

## 出演

### テレビドラマ
- 大河ドラマ どうする家康第7回 - 第9回（2023年2月19日・26日・3月1日、NHK） - おりん 役
- 日韓合作メ〜テレドラマ「彼女のいない時間」（2024年11月7日 - 11月28日、メ〜テレ） - 不思議な少女 役[7]

### バラエティ
- I LOVE みんなのどうぶつ園 日本犬を育てるコーナー（2022年 - 、日本テレビ）

### ウェブバラエティ
- GIRLS HERO（2023年10月25日 - 11月15日、ABEMA）[8]

### ウェブドラマ
- 仮面ライダーマジェード withガールズリミックス（2025年5月11日、東映特撮ファンクラブ[9]） - 三日月ナユタ 役

### 舞台
- 海の音楽劇『プリンス・オブ・マーメイド〜海と人がともに生きる〜』（2024年8月8日 - 12日、有楽町よみうりホール / 17日・18日、盛岡市民文化ホール） - サラ 役[10]

### モデル
- HYSTERIC GLAMOUR「アートスクールの放課後」
- HYSTERIC GLAMOUR 公式サイト「NEXTGENERATIONS」
- Coach（2022年2月 - ）

#### レギュラーモデル
- JJ（2023年7月 - 、光文社）[11]

#### ランウェイ
- 2021年 TGC teen 2021 Winter
- Rakuten GirlsAward 2023 AUTUMN/WINTER（2023年9月30日、幕張メッセ）[12]

### イベント
- 映画「ブラックライト」トークショー付き特別試写会（2023年2月21日） - 特別ゲスト出演[13]